# Julian Norfleet
Julian Vincent Norfleet (Virginia Beach, 2 novembre 1991) è un ex cestista statunitense, professionista in Europa.